# Eskil Sundahl
Per Eskil Sundahl, född 22 oktober 1890 i Stockholm, död 23 juli 1974 i Farsta, var en svensk arkitekt och professor, mellan 1924 och 1958 chefsarkitekt på Kooperativa Förbundets Arkitekt- och Ingenjörsbyrå (KFAI). Han var far till arkitekturfotografen Sune Sundahl.

## Bakgrund och utbildning

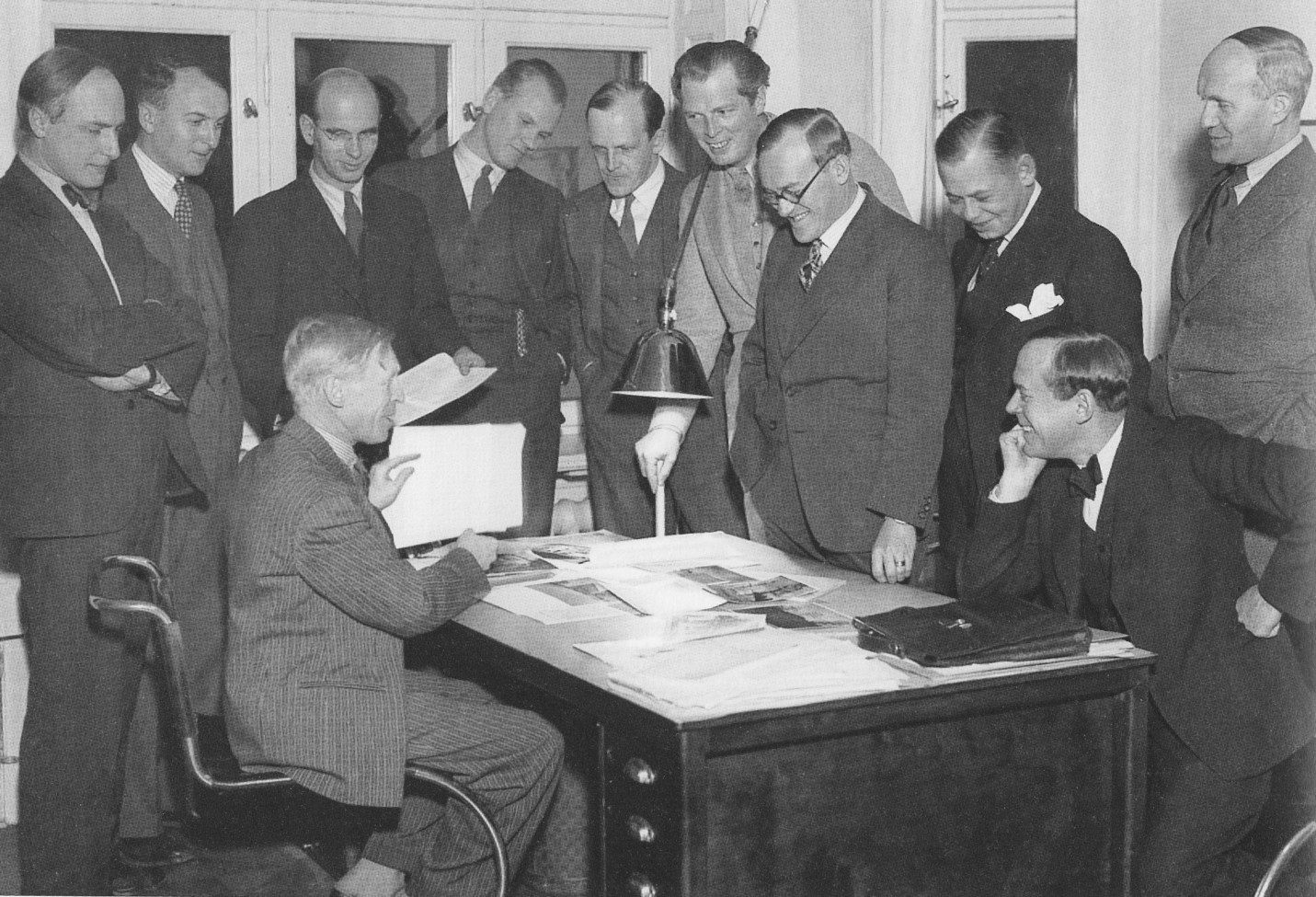
Eskil Sundahl sittande vid sitt skrivbord 1934, i kretsen av sina avdelningschefer; från vänster Haqvin Carlheim-Gyllensköld, Artur von Schmalensee, Olof Thunström, Dag Ribbing, Ville Tommos, Olof Hult, Eric Rockström, Gösta Hedström, Sune Flök och sittande Erik Lund.

Eskil Sundahl var son till byggmästare Per Sundahl och Johanna Gustafa Nilsson, gift 1917 med Elin Johansson.
Efter avslutade studier vid Kungliga Tekniska högskolan 1914 och Konsthögskolan 1918, praktiserade Sundahl efter 1914 hos Isak Gustaf Clason och Erik Lallerstedt. Från 1916 hade han sitt eget arkitektkontor. År 1925 blev han chef för Kooperativa Förbundets Arkitekt- och Ingenjörsbyrå, KFAI. Den befattningen hade han till sin pensionering 1958.

## Liv och verk

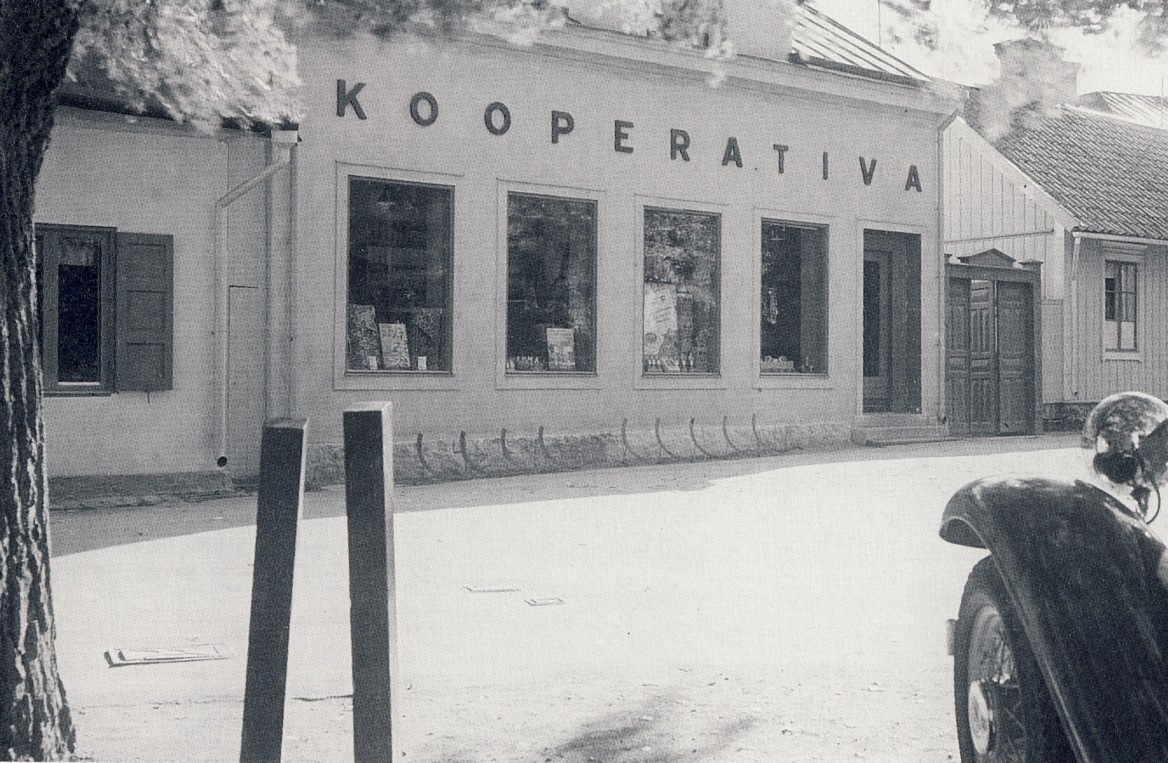
KFAI:s standardbutik för Sigtuna kooperativa handelsförening ca 1930

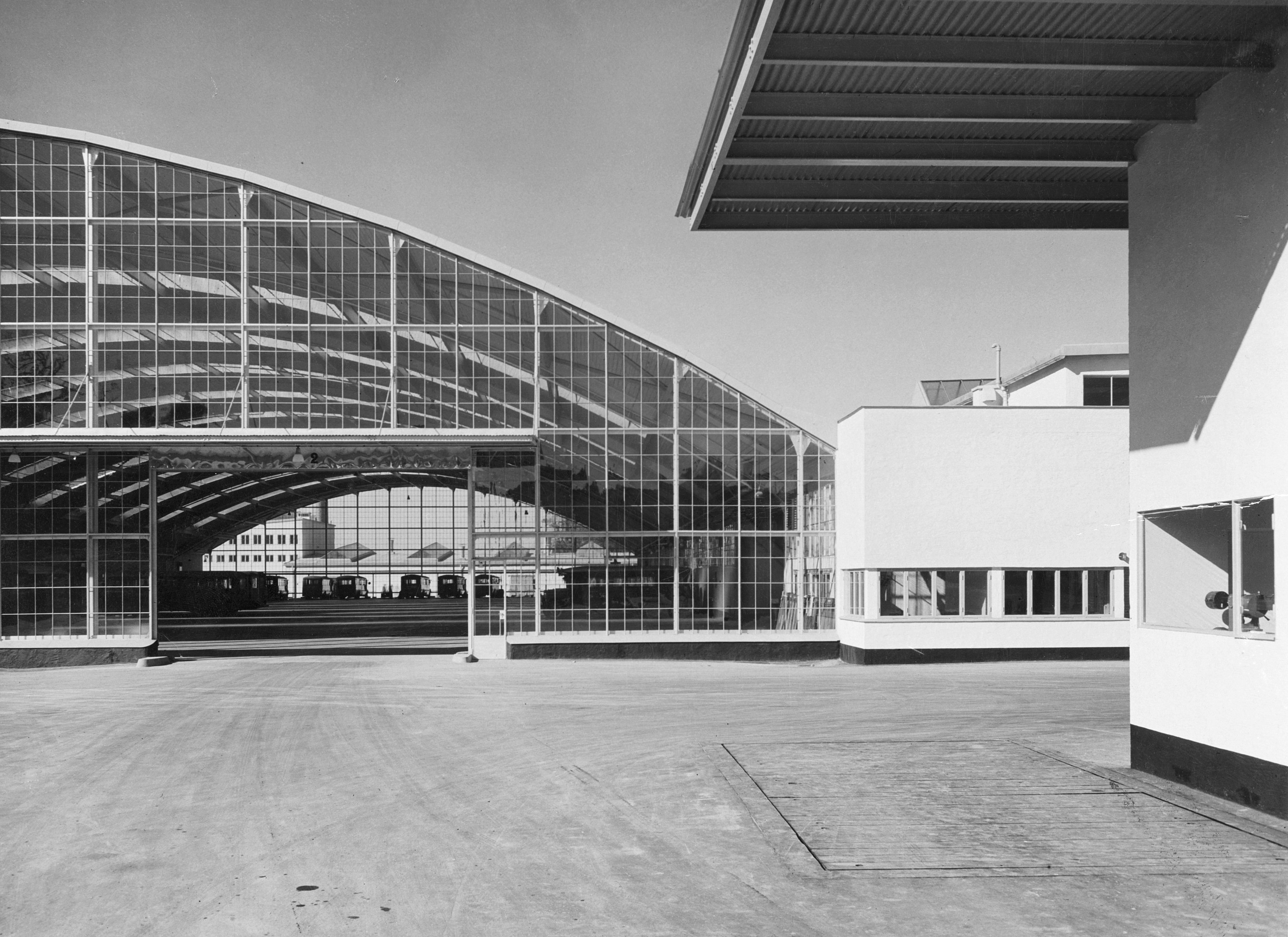
Hornsbergsdepån i Hornsberg 1931

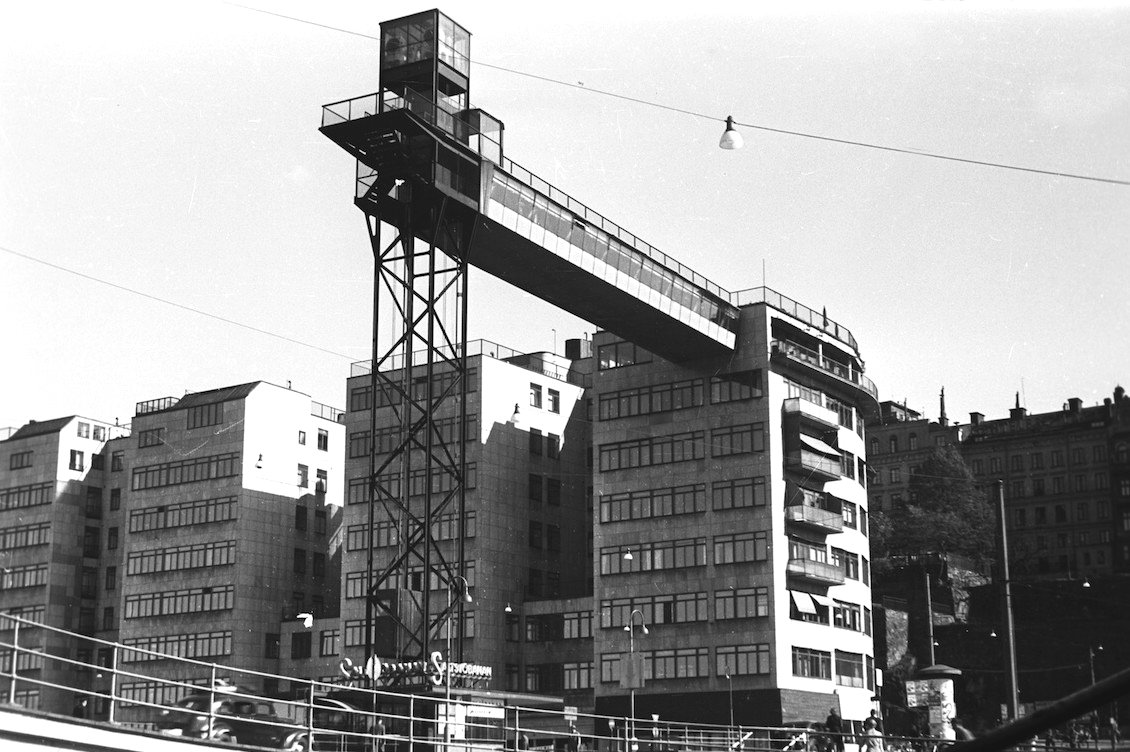
Katarinahissen vid Slussen 1941

Under sina tidiga år var Sundahl anhängare av en neoklassicistisk stil, men redan vid silobyggnaden för KF:s kvarnanläggning på Kvarnholmen i Nacka (1925-1927) rensades alla klassicistiska inslag bort som fanns i de första skisserna och byggnaden fick en mycket stram funktionalistisk utformning. 
Under Eskil Sundahl utvecklades KFAI till Sveriges största arkitektkontor med 70 anställda 1935.  Sundahl blev så småningom klart påverkat av funktionalismens formspråk och en av dess främste företrädare. Till sin sida hade han bland andra Olof Thunström (1896–1962), Artur von Schmalensee (1900–1974), Erik Ahlsén (1901–1988) och Carl-Axel Acking (1910–2001). 
Han var mannen bakom idén att alla kooperationens affärsbyggnader skulle ha en enhetlig stil ”ur reklamsynpunkt”. Men arkitektens uppgift var inte bara kommersiell, tyckte Sundahl, utan kooperationen hade även ett kulturellt ansvar och KFAI var en viktig bärare av detta ansvar. Kontoret hade inte bara uppdrag från kooperationen, ett exempel är bussgaraget vid Hornsberg från 1931, där AB Stockholms Spårvägar var beställare. Här har Sundahl ritat en glasad hallbyggnad som bärs upp av stålbågar med 55 meters spännvidd.
År 1930 ansvarade Eskil Sundahl för en skolutställning på Stockholmsutställningen 1930 och 1931 var en av sex författare till debattskriften ”acceptera”, som gick ut på att den nya tidens formspråk, alltså funktionalismen, måste accepteras. År 1936 blev han professor i husbyggnadskonst vid Tekniska högskolan i Stockholm, och 1939 även i arkitektur. Sundahl var tillsammans med bland andra Sven Markelius ledamot i bestyrelsens verkställande utskott för Sveriges deltagande i New York-utställningen 1939.

## Villa Sundahl

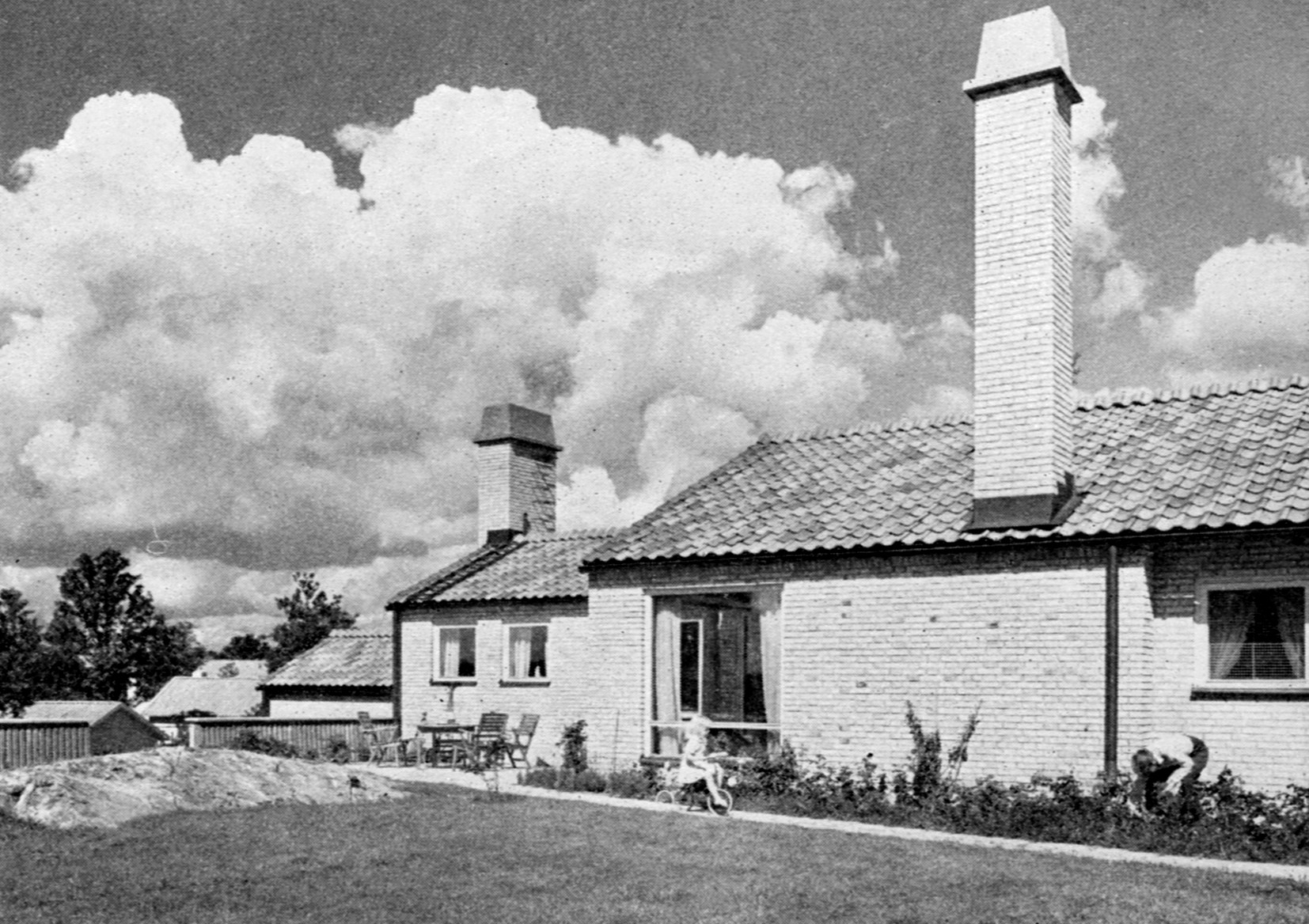
Villa Sundahl i Sköndal 1956.

Sin egen bostad ritade Eskil Sundahl 1955 vid Mazarinvägen 11 i Sköndal, södra Stockholm. Huset står i en sluttning med den nedre tvåvåningsdelen och entrén samt garaget mot Mazarinvägen. Härifrån klättrar huset uppför berget och på en platå ligger bostadsdelen i ett våningsplan med tillhörande trädgård. Arkitekturen är strikt med tydliga byggnadsvolymer. Fasaderna består av ½ stens tegelmur av gult fasadtegel och beslag av koppar. Taken är utformade som flacka sadeltak täckta med gulaktigt taktegel och krönta av två höga skorstenar. 
Sundahl lät utrusta sitt hus med diverse moderniteter, bland annat har byggnaden vattenburen golvuppvärmning och treglasfönster. "För att minska besväret med snöskottning" (Sundahl) utfördes förplatsen utanför garaget eluppvärmd med elektriska motståndskablar. För bekvämligheten sörjde även en hiss mellan entréplanet och bostadsvåningen. Fastigheten är numera blåmärkt av Stockholms stadsmuseum vilket innebär kulturhistoriska värden som motsvarar fordringarna för byggnadsminnen i kulturmiljölagen.
Eskil Sundahl är gravsatt i minneslunden på Skogskyrkogården i Stockholm.

## Urval av verk (samtliga i Stockholmsområdet)
- Kvarnholmen, Nacka (1927–1934)
- Hornsbergsdepån, bussgarage (1931)
- Lumafabriken (1930)
- Fullersta bio (1932), ursprungligen konsumbutik
- Katarinahissen (1935)
- KF:s centrallager vid Södra station (1930–1933), (ombyggt)
- KF-huset vid Slussen (1935)
- Villa Sundahl, den egna bostaden i Sköndal (1955)